# David Ruhnkenius
David Ruhnken, en latin David Ruhnkenius, né le 2 janvier 1723 et décédé le 14 mai 1798 fut un philologue néerlandais d'origine allemande.
Né à Bedlin près de Stolp en province de Poméranie, il fut adjoint de Hemsterhuis à l'Université de Leyde pour la langue grecque (1757-61), puis professeur d'histoire et d'éloquence dans la même université, et enfin bibliothécaire de l'Académie en 1771.
On a de lui : 
- Epistolae criticae in Homeridarum hymnos, Leyde, 1749 et 1781 ;
- Timaei sophistae lexicon vocum platonicarum, 1754, sur Timée de Locres;
- Historia critica oratorum graecorum, 1768;
- Velleius Paterculus, cum notis variorum, 1779, une édition des œuvres de Velleius Paterculus ;
- Homeri hymnus in Cererem,1181;
- de Vita et scriptis Longini, 1766, sur l'œuvre de Longin;
- Opuscula oratoria, philologica, critica, 1797 et 1823 ;
- Antiquitates romanae, 1835.

Son élève Daniel Albert Wyttenbach écrivit sa biographie.